# Luddes stipendium

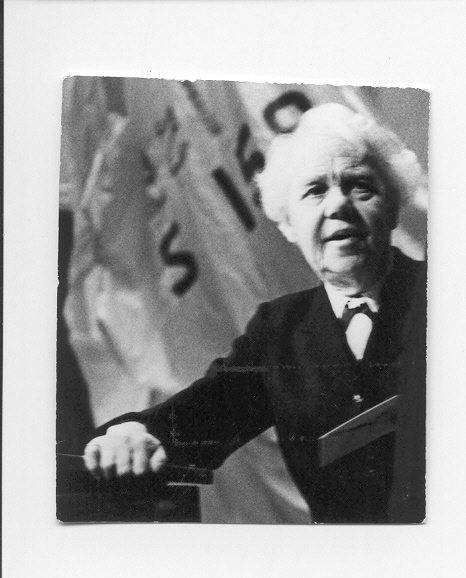
Gerda Bäckström talar om Luddes stipendium på Svenska Scoutförbundets stämma 1966.

Luddes stipendium är ett stipendium som delas ut till aktiva scoutledare inom den svenska scoutrörelsen, vilka inte identifierar sig som män. Stipendiet har delats ut sedan 1950, och efter beslut av stämman 2018 delas det ut årligen av riksorganisationen Scouterna, och brukar delas ut för att uppmärksamma goda ledare på lokal nivå.
Luddes stipendium är uppkallat efter den framstående flickscoutchefen inom Sveriges Flickors Scoutförbund, Gerda Bäckström, kallad Ludde. Grundplåten till stipendiet lades genom en insamling på förbundets stämma 1949, då Gerda Bäckström avgick som flickscoutchef efter 25 år i förbundets ledning. I samband med Scouternas stämma 2018 gjordes en ny insamling av medel till stipendiet.
Luddes stipendium är den enda ledarutmärkelse som härrör från den gamla svenska flickscoutrörelsen. Flickscouterna hade som princip att inte ha förtjänstmärken, eftersom belöningen ansågs vara ”det goda samvetet inför en utförd ledargärning och de rika stimulerande erfarenheter, som därvid görs.”

## Lista på mottagare
| Mottagare               | Scoutkår eller distrikt       | År   | Motivering/syfte |
| ----------------------- | ----------------------------- | ---- | --- |
| Mary Fridström          |                               | 1950 | Representera svensk scouting i USA sommaren 1950                                                                       |
| Ulla Sylvén             |                               | 1950 | Medverka som instruktör vid scoutledarkurser i Holland 1950                                                            |
| Ulla Östberg            |                               | 1953 | Uppmuntran och får disponeras utan särskilda restriktioner                                                             |
| Marianne Jornée         |                               | 1955 | Uppmuntran och får disponeras utan särskilda föreskrifter                                                              |
| Margit Göransson        |                               | 1959 | Tidigare SFS resesekreterare                                                                                           |
| Maja Norén              |                               | 1960 | |
| Astrid Nordström        |                               | 1960 | |
| Märta Persson Busk      | Malung                        | 1961 | Lång och trogen scouttjänst                                                                                            |
| Karin Hedin             | Stockholm                     | 1961 | Lång och trogen scouttjänst                                                                                            |
| Ingrid Wahlman          |                               | 1961 | Utomordentliga insatser för sjöscouting                                                                                |
| Lilian Hjelm            |                               | 1962 | Förutvarande flickscoutledare                                                                                          |
| Evy Hedenblad           |                               | 1962 | Blåvingeledare |
| Gun Löfgren             | Örebro                        | 1964 | Uppmuntran till distriktsordförande                                                                                    |

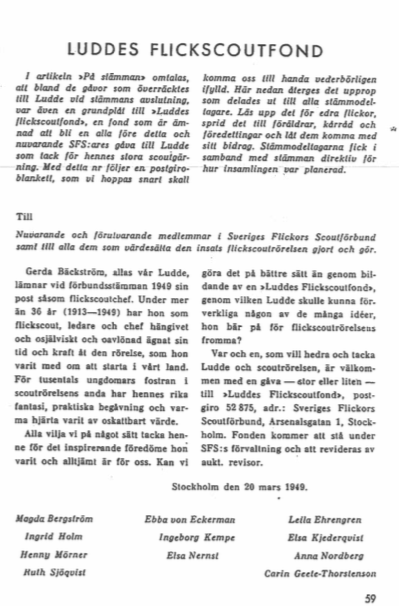
Upprop i Sveriges Flickors Scoutförbunds ledartidning Ledarbladet nr 4 1949 om insamling till Luddes flickscoutfond.

| Ingrid Franzén          |                               | 1965 | Ett tack och en uppskattning till alla ledare för deras förtjänstfulla arbete under den leriga lägerveckan på Kåreholm |
| Ester Pettersson        |                               | 1966 | Vargungekommittéen |
| Gun Hedman              |                               | 1967 | Uttryck för och symbolisera ett tack till andra duktiga flickscoutledare för deras gärning                             |
| Birgit Grefbäck         | Vadstena                      | 1968 | Insatser i försöksverksamheten för det nya programmet och lång och värdefull scoutledarbana                            |
| Gun Lagerstrand         | Jönköping                     | 1969 | |
| Kristina Lundgren       | Falun                         | 1970 | |
| Inger Sköld             | Södra Skånes scoutdistrikt    | 1971 | |
| Ingrid Nilsson          | Södra Älvsborgs scoutdistrikt | 1972 | Insatser som distriktskassör                                                                                           |
| Märta Carlsson          | Hallands scoutdistrikt        | 1974 | |
| Rositha Liljegren       | Växjö scoutkår                | 1975 | Förtjänstfullt arbete inom scouting                                                                                    |
| Elise Kraft             | Östhammars scoutkår           | 1977 | |
| Barbro Granlind         | Sköndals scoutkår             | 1979 | |
| Evy Sjöberg             | Brandbergens scoutkår         | 1979 | |
| Birgit Lindqvist        | Södermalms scoutkår           | 1980 | |
| Brita Källström         | Scoutkåren Peter Momma        | 1981 | |
| Inga Nyberg             | Älvsjö scoutkår               | 1981 | |
| Lena Monsén             | Södertörns scoutdistrikt      | 1982 | |
| Britt-Helen Sandgren    | Gästrike scoutdistrikt        | 1982 | |
| Christina Alamaa        | Gävle                         | 1983 | |
| Sonja Magnusson         | Falköping                     | 1983 | |
| Inga Holmquist          | Munksunds scoutkår            | 1984 | |
| Lena Axelsson           | Kungsörs scoutkår             | 1984 | |
| Anita Andersson         | Alfredshem-Sundåsens scoutkår | 1985 | |
| Kristina Olsson         | Tuve scoutkår                 | 1985 | |
| Inga Borghult           | Nacka scoutkår                | 1986 | |
| Elsa-Brita Ås           | Näsby Parks scoutkår          | 1986 | |
| Inger Olausson          | Mälarhöjdens scoutkår         | 1987 | |
| Barbro Jansson          | Kungsörs scoutkår             | 1987 | |
| Agneta Rundkvist        | Hedvig Eleonora scoutkår      | 1988 | |
| Margareta Svenmark      | Färingsö scoutkår             | 1988 | |
| Eva-Lena Ohlsson        | Furulunds scoutkår            | 1989 | |
| Laila Gustafson         | Tynnereds scoutkår            | 1990 | |
| Marie Almlöf            | Mälarhöjdens scoutkår         | 1990 | |
| Britta Wallenberg       | Vaggeryds scoutkår            | 1991 | |
| Lilian Lorentzon        | Dalsjöfors scoutkår           | 1991 | |
| Katrin Anderberg        | Luleå scoutkår                | 1991 | |
| Muriel Bjureberg        | Gävle kyrkliga scoutkår       | 1992 | |
| Ewa Karlsberg           | Stenungsunds scoutkår         | 1992 | |
| Agneta Hansson          | Månstorps scoutkår            | 1994 | För mångårigt engagerat ledarskap                                                                                      |
| Siv Thorén              | Ljungsbro scoutkår            | 1994 | |
| Christina Lundin        | Backa scoutkår                | 1995 | |
| Ann Olsson              | Enskede Scoutkår              | 1996 | |
| Marianne Åkerlund       | Upplands Väsby scoutkår       | 1997 | |
| Ingrid Ek               | Kuddby scoutkår               | 1998 | |
| Ulla Falleij            | Johannelunds scoutkår         | 1998 | |
| Gunnel Eriksson         | Björsäters scoutkår           | 1999 | |
| Birgitta Nilsson        | Örkelljunga scoutkår          | 1999 | |
| Britt-Inger Fröberg     | Kode scoutkår                 | 1999 | |
| Gunilla Eby-Sjöberg     | Enskede scoutkår              | 2000 | |
| Lena Renner             | Sätra scoutkår                | 2000 | |
| Anette Andersson        | Värings scoutkår              | 2001 | |
| Karin Larsson           | Nosaby scoutkår               | 2001 | |
| Samira Hardo-Gharid     | Mor Afrem                     | 2001 | |
| Marianne Frostberg      | Folkunga scoutdistrikt        | 2002 | |
| Katarina Meyer          | Matteus Wallinums scoutkår    | 2002 | |
| Carina Berg             | Sofia scoutkår                | 2003 | |
| Mari Lindsjö            | Vegeholms scoutkår            | 2003 | |
| Inga Bergenmalm         | Värmdö sjöscoutkår            | 2004 | |
| Karolina Forsgren       | Vännäs scoutkår               | 2004 | |
| Ingegerd Gedin          | Almtuna scoutkår              | 2004 | |
| Elisabeth Johansson     | Mjölby scoutkår               | 2005 | |
| Karin Gustafsson        | Sankt Örjans scoutkår         | 2006 | |
| Sara Blomberg           | Mora scoutkår                 | 2017 | |
| Elisabeth Hedin Ribeiro | Trollbäckens scoutkår         | 2020 | |
| Mia Lindskog            | Södermalms scoutkår           | 2020 | |
| Rebecka Burman          |                               | 2021 | |
| Eva Svanström           |                               | 2021 | |